# Vaganovos
Vaganovos va ser un grup semiprofessional de dansa neoclàssica del País Valencià que va funcionar del 1978 al 1989. S'inspirava en l'Acadèmia Vagànova de Ballet.

## Història
Va néixer el 1977 dirigida per Olga Galícia Poliakoff, alumna de Juan Tena. Estava format per una dotzena de les alumnes més avantatjades de l'escola de dansa Olga Poliakoff, formades en la metodologia russa d'Agripina Vaganova, de qui prenen el seu nom. Posteriorment, es convertirà en una companyia professional de dansa especialitzada en espectacles per a nens, amb coreografies d'Olga Galícia Poliakoff i direcció de Vicente Genovés.
La companyia tractà d'expressar a través del llenguatge de la dansa acadèmica temes actuals i de cert interès social. Va ser molt lloada per la premsa de l'època sobretot per la coreografia, la qual s'inspira, tant en la posada en escena com en la tècnica, en la dansa neoclàssica francesa i en l'escola russa de Vaganova, ben conegudes per la coreògrafa perquè viatjava freqüentment a París i a Leningrad a causa de les seves arrels familiars amb la intenció d'ampliar els coneixements de dansa.

## Produccions
El seu primer espectacle es va estrenar al València Cinema els dies 9, 10 i 11 de maig del 1978. Constava de dues parts: la primera eren diferents peces independents i breus, amb músiques impressionistes ballades per duos o petits grups de ballarins on destaquen les Gymnopedies de Satie en la versió pianística de José Domenech; la segona era la versió de la Medea de Xenakis.
El 1980 van presentar el segon muntatge amb la mateixa estructura de dues parts. La primera, composta per diferents coreografies curtes amb pocs ballarins: Pavana per a una infanta difunta, amb música de Ravel, Vocalise de Rachmaninoff, Incomunicació a dos cossos i piano de Scriabin i la peça Tango per a una solitud. La segona part s'inspirava en assumptes literaris, com ara Salomé o Yerma, amb una treballada dramatúrgia i amb tots els membres de Vaganovos en escena. Van actuar en les Illes Balears i Catalunya principalment.
El 1981 es va estrenar Pere i el llop i altres historietes a la Sala Escalante, amb la qual van fer algunes gires per diverses províncies.
En 1986 es va crear amb catorze ballarins El carnestoltes dels animals, obra de gran èxit al Teatre Escalante de València i amb una àmplia gira nacional. Una altra peça és Aniversari feliç, estrenada el 1989, en la qual també van col·laborar els escenògrafs Josep Simon i Manolo Zuriaga, com en tota la segona etapa de Vaganovos.
El darrer espectacle de la companyia va ser Un conte per al llop amb vuit ballarins –actors.